# Zackelberg
Der Zackelberg nahe Neuenhofe im sachsen-anhaltischen Landkreis Börde ist mit 139,4 m ü. NHN die höchste natürliche Erhebung der Colbitz-Letzlinger Heide.
Der im Süden der Heide gelegene Zackelberg befindet sich auf dem Gelände des Truppenübungsplatzes Altmark. Etwa 3,5 km südsüdwestlich des Hügels liegt Neuenhofe und 5,1 km (Luftlinie) nordnordwestlich Born. Südlich der Erhebung lag der 1576 jedoch wüst gewordene Ort Zackelberg.
In der Stadt Magdeburg ist die Zackelbergstraße nach der Erhebung benannt.